# Stade Pierre Claver Divounguy
Stade Pierre Claver Divounguy je multifunkční stadion v Port-Gentil v Gabonu. Stadion je zejména používán především pro fotbalové zápasy. Stadion má kapacitu pro 20 000 lidí. Domácí zápasy zde hraje AS Stade Mandji.